# 連絡線 (伊予鐵道)
連絡線，是一條由伊予鐵道營運的鐵道路線，連接愛媛縣松山市的平和通一丁目停留場至上一萬停留場。
位於該城北線的直線上，与城南線相連。

## 路線資料
- 路線距離（營業距離）：0.1公里
- 軌距：1067毫米
- 停留場數：2個（包括起終點站）
- 複線路段：没有（全線单線）[1]
- 電氣化路段：全線電氣化（600V DC）
- 閉塞方式：自動閉塞式

## 運行系統
- 1 環狀線下行：全線（由城南線上一萬經連絡線至平和通一丁目→鐵砲町→木屋町→古町）
- 2 環狀線上行：全線（古町→木屋町→鐵炮町→平和道一丁目→連絡線至上一萬）

- 上面的系統在城北線全區間行走。午間10分鐘間隔的運轉。
- 伊予鐵道的環狀線上行、下行為區別路線的指標。

## 歷史
其前身城北線於1927年（昭和2年） 4月3日開通，在一萬站（現上一萬站）與城南線連接。當時，該線路的設計是從開往道後溫泉的城南線分支到開往南堀端的城南线和城北线。
之後，1969年，隨著城北線、城南線開始循環運行，城南線從南堀端分支至城北線，並新設平和通一丁目站。此時，平和通一丁目 - 上一萬區間變更為城南線的支線。後來，它從城南線分離出來，並被命名為“連絡線”。
- 1969年12月1日：平和通一丁目站開業。城北線平和通一丁目 - 上一萬區間廢止，平和通一丁目 - 上一萬間作為城南線支線開通。從城南線出發的分支從道後溫泉方向變更為警察局前方方向。
- 2018年 ：當年的『鐵道要覧（日语：鉄道要覧）』中，平和通一丁目至上一滿館區間從城南線分離，作為獨立的連絡線列出。

## 停留场列表
凡例
除少爺列車以外停靠各停留場
☆：少爺列車只限下車
所有停留場都位於愛媛縣松山市
| 車站編號 | 中文停留場名 | 日文停留場名 | 英文停留場名 | 營業距離 | 系统  | 系统  | 系统  | 系统  | 系统 | 接續路線         |
| -------- | ------------ | ------------ | ------------ | -------- | ----- | ----- | ----- | ----- | ---- | ---------------- |
| 15       | 平和通一丁目 | 平和通一丁目 | Heiwadōri 1  | 0.0      | 1号線 | 2号線 |       |       |      | 伊予鐵道：城北線 |
| 16       | 上一萬       | 上一万       | Kami-Ichiman | 0.1      | 1号線 | 2号線 | 3号線 | 5号線 | ☆    | 伊予鐵道：城南線 |